# 무감정
무감정(無感情)은 느낌, 감정, 영향, 관심이 부족하여 없는 것을 말한다. 또는 형식성이라고도 한다. 무심한 상태, 또는 걱정, 흥미, 동기 부여, 열정 등 감정의 억제이다. 무감정한 개인은 정서적, 사회적, 영적, 철학적, 물리적 삶과 세계에 대한 관심이나 우려의 부재가 있다.

## 같이 보기
- 분리 (철학)